# 최양락
최양락(崔揚洛, 1962년 5월 20일 ~ )은 대한민국의 희극 배우이다.
본관은 강화이며, 충청남도 아산군 도고면 출생이다. 
1980년, 연극배우 첫 데뷔에 이어 이듬 해인 1981년에는 MBC 문화방송 라디오 개그 콘테스트 1기로 정식 데뷔하였다.
개그 공채는 MBC에서 합격하였으나 1981년 9월 집에서 휴식 하고 1982년 3월 데뷔 자리 옮길 때까지 집에서 휴식 하여 1982년 3월 엄영수, 손경수, 정명재, 이상운, 김의환, 이경래 등과 같이 KBS로 자리를 옮긴 뒤 본격적인 활동을 했으며 KBS에서 활동하는 동안 《쇼 비디오 자키》나 《유머1번지》에서 폭발적인 인기를 누렸는데 1985년 6월 선배 개그맨 김형곤이 고용한 운전사를 김형곤의 허락도 없이 채용했고 이 과정에서 김형곤은 심야의 본인(최양락) 집으로 쳐들어가서 최양락을 두들겨 팼다. 
《쇼 비디오 자키》가 종영된 뒤 《유머1번지》에서 활동해 오다가 1991년 SBS 개국과 함께 이적한 뒤 MC 위주로 활동해 왔다. 
1994년 4월 24일 첫 회부터 SBS의 일요 아침 예능인 《좋은 친구들》을 진행하면서 첫 회부터 1995년 10월 22일까지는 이봉원, 그해 10월 29일부터 1996년 8월 18일까지는 정원관, 그해 8월 25일부터 1998년 10월 18일까지는 남희석과 함께 공동MC를 맡았다. 하지만 1998년 10월 18일 방송을 끝으로 SBS 측에서 명예퇴직 권고를 받게 되자 후배 희극인 박수홍에게 바통을 넘겨주면서 하차한 데 이어 2월부터 김미화와 함께 진행을 맡아왔던 KBS2 《코미디 세상만사》에서도 스스로 하차하게 되면서 가족들과 함께 호주로 이민을 떠나다가 1999년 8월 2일 SBS 코미디 살리기로 컴백하였다. 
이후에 다시 MBC로 옮겨와서 바둑 대국을 패러디한 《알까기 대국》으로 또 한번 큰 인기를 얻어 현재도 각종 프로그램에 출연하고 있으며 당초  남-녀 부문이었으나(17회부터 시행)  26회부터 통합으로 변경된 한국방송대상 코미디언상을 23회 때  남자(SBS '웃으며 삽시다'), 28회 때 통합(MBC '오늘밤 좋은밤')으로 수상했다.
그러나, 호주에서 돌아온 뒤 공동 MC로 활동한 《코미디 살리기》가 진부한 슬랩스틱 코미디의 한계를 넘지 못한 점, 가학적인 언어폭력  등의 이유 때문에 시청률 부진을 면치 못한 채 18회(99년 12월 6일) 만에 조기종영되는 수모를 당한 뒤 《알까기》로 재기하기 전까지는 한동안 슬럼프를 겪었으며 이 코너 이후에는 한동안 iTV 위주로 활동했는데 《코미디 살리기》에서는 본인(최양락)과 김미화가 빠진 뒤 1998년 10월 16일 시작된 SBS 《기분 좋은 밤》에 밀려 시청률이 갈수록 떨어진 데다 두 사람(최양락 김미화) 대신 투입된 김형곤이 자민련 당적 문제가 되어 1999년 4월 말 해당 프로그램(코미디 세상만사) 등에서 빠진 후 시청률이 갈수록 떨어져 그 해 9월 3일부터 포맷을 정통 콩트 코미디로 바꾼 동시에 모든 코너를 교체한 《코미디 세상만사》에 같은 날(9월 3일)부터 재투입되어 스케줄 조절에 어려움을 겪게 되자   7회(99년 9월 13일) 만에 도중하차했다.
특히, 《코미디 살리기》에서 도중하차한 이후 2001년 가을 기획된 《이주일 최양락 남희석쇼》로 SBS 복귀를 할 예정이었지만 이주일의 갑작스런 폐암 판정 때문에 무산됐으며 우여곡절 끝에 2009년 1월 19일 《야심만만 2》공동 MC로 투입되어 11년 3개월 만에 본격적으로 SBS 복귀를 간신히 할 수 있었는데 이에 앞서 2008년 4월 24일 같은 채널 《웃음을 찾는 사람들》251회 중  '양락이는 92년생' 코너로 첫선을 보였으나 젊은이들의 코드와 빠른 템포를 맞추지 못하여 2회 만에 도중하차했다.

## 일화
- 회식 자리에서 주병진에게 계속 반말을 하고 욕까지 하는 등 주병진을 지나칠 정도로 약올렸는데 주병진이 "제발 그만 하자"고 부탁했음에도 불구하고 최양락이 "그만두긴 개뿔 뭘 그만 둬? 이 새끼야."라고 말하면서 계속 주병진을 약올렸다가 더 이상 참지 못하고 이성을 잃은 주병진에게 족발로 맞아 운적이 있으며 전유성에게는 갑자기 전유성 앞에 나타나더니 뜬금없이 너는 싸가지 없어라고 말하고 도망치는 등 뭔가 굉장히 이상한 행동을 많이 했다.

- 열애설이 퍼졌을 때 신문에 열애 상대로 나온 사람이 팽 모씨라고 나오는 바람에 대번에 누구인지 전 국민이 알게 되었다.  팽씨가 희귀한 성씨인 데다가 당시 연예인 중 그 성씨의 연예인은 팽현숙 혼자였기 때문이다. 희극인 부부 1호이다.

- KBS에서 최양락을 내세운 코미디 프로그램이 너무 잘나가자 라이벌인 MBC에서는 최양락의 대항마로 서세원을 내세웠다.

- 김학래 & 임미숙 부부와는 아내를 맞바꿔서 연기하는 일이 많았다. 실제로는 최양락의 아내는 팽현숙이고 김학래의 아내는 임미숙이지만 극 중에서는 최양락과 임미숙이 부부로 나오고 김학래와 팽현숙이 부부로 나왔다.

## 학력
- 도고중학교 졸업
- 온양고등학교 졸업
- 서울예술대학교 연극과 졸업
- 한국열린사이버대학교 졸업

### 비학위 수료
- 경희대학교 경영대학원 최고경영자과정 졸업
- 한국외국어대학교 무역대학원 국제경영학과정 졸업

## 경력
- 2008년 : 안면도 국제 꽃박람회 홍보대사
- 2009년 : 한화 이글스 홍보대사
- 2009년 : 제48회 아산성웅이순신축제 홍보대사

## 가족
- 아버지: 최종학(1931년 12월 7일생)
- 어머니: 이계화(1929년 5월 21일 ~ 2012년 10월 30일)
- 큰 형: 최정락(1957년 7월 2일생)
- 작은 형: 최영락(1959년 12월 5일생)
- 누나: 최락순(1961년 2월 18일생)
- 배우자: 팽현숙 (1965년 2월 19일 ~)
  - 장녀: 최윤하 (개명 전 이름: 최하나, 1989년 10월 20일 ~)
  - 사위: 신재호
  - 양녀:유진(1989~)
  - 장남: 최혁 (1994년 1월 9일 ~)

## 출연작

### TV
- 1981년 MBC 《일요일밤의 대행진》
- 1982년 ~ 1983년 KBS 《즐거운 토요일》
- 1983년~1991년 KBS2 《유머1번지》 - 남 그리고 여, 고독한 사냥꾼, 맨손의 청춘, 괜찮아유, 스타로 가는 마지막 비상구
- 1987년~1991년 KBS2 《쇼 비디오 자키》 - 네로 25시, 최변호사 김변호사
- 1987년 KBS2 《웃음꽃방》 - 비디오 편지
- 1990년 KBS2 《가족오락관》
- 1991년 KBS2 《공사창립 18주년 특집 KBS대행진》
- 1991년 KBS2 《코미디 청백전》
- 1991년 MBC 《91미스코리아 선발대회 전야제》
- 1991년~1994년 SBS 《코미디 전망대》모의국회
- 1991년~1993년 SBS 《웃으면 좋아요》 참새방앗간,백제서기
- 1992년 SBS 《92 SBS배 어린이농구대회》
- 1992년 SBS 《꾸러기 대행진》꾸러기 초대석, 이색신곡, 꾸러기극장
- 1992년 SBS 《추석특집 올스타 총출동》
- 1992년 KBS2 《가족오락관》
- 1993년~1997년 SBS 《웃으며 삽시다》 당산대형, 후지산의 호랑이. 슈퍼차부부
- 1994년 SBS 《설특집 두포졸전》
- 1994년~1998년 SBS 《좋은 친구들》
- 1995년 KBS2 《슈퍼선데이》
- 1995년 KBS2 《가족오락관》
- 1996년 KBS2 《웃음천국》 꿈꾸는 사진관
- 1996년 SBS 《코미디 펀치펀치》 봉주르 여봉
- 1997년 KBS2 《신년특집 1997 코미디 출발》
- 1997년 KBS2 《열려라 코미디》 최양락의 신경제진단/우리동네 최순경/불경기는 없다
- 1998년~1999년 KBS2 《코미디 세상만사》 사미인곡, 어촌일기, 부자삼대
- 1999년 KBS2 《연예가중계》
- 1999년 SBS 《코미디 살리기》 (도중하차)
- 2000년 MBC 《코미디 닷컴》 알까기 제왕전
- 2001년 MBC 《오늘밤 좋은밤》
- 2001년 KBS2 《추석특집 코미디 보물섬》
- 2001년 MBC 《코미디 하우스》
- 2001년 MBC 《박상원의 아름다운 TV얼굴》
- 2001년 iTV 《최양락의 코미디쇼》
- 2002년 iTV 《최양락, 이봉원의 소문만복래》
- 2002년~2006년 KBS2 《폭소클럽》
- 2003년 KBS2 《쇼! 행운열차》 - 최양락의 공기최강전, 최양락의 예술한판, 뛰어라 만복아
- 2003년 iTV 《러브러브》
- 2003년  iTV 《코미디쇼 4막 5장》
- 2004년 iTV 《최양락, 이봉원의 금요천하》
- 2004년 KBS2 《디카페인》
- 2005년 KBS2 《코미디쇼 7080》
- 2006년 XTM 《최양락의 엑스레이》
- 2008년~2010년 KBS2 《신동엽, 신봉선의 샴페인》
- 2008년~2009년 SBS 《야심만만 2》
- 2008년 KBS2 《박중훈쇼 - 대한민국 일요일밤》
- 2009년 Mnet 《최양락의 닷까기Z》
- 2009년~2010년 SBS 《괜찮아U》
- 2009년~2010년 MBC 드라마넷 《부엉이》
- 2010년 SBS플러스 《최양락, 정찬우의 온에어》
- 2010년 MBC 《꿀단지》
- 2011년 MBC 《연애 위자료 청구사건》
- 2011년 SBS 《자기야 - 백년손님》
- 2011년 OBS 《나는 전설이다》
- 2011년 채널A 《개그시대》
- 2012년 MBN 《끝장대결2》
- 2013년 KBS2 《개그콘서트》 - KBS코미디 40주년 특집
- 2015년 KBS2 《인간의 조건 - 집으로》
- 2016년 전주MBC 《코미디 파티》
- 2017년 E채널 《내 딸의 남자들 : 아빠가 보고 있다》
- 2017년~2021년 KBS2 《살림하는 남자들 시즌2》
- 2019년 MBC 《마이 리틀 텔레비전 V2》 - 24회, 25회
- 2019년 SBS Plus 《밥은 먹고 다니냐?》
- 2020년 JTBC 《1호가 될 순 없어》
- 2021년 ~ 2022년  TV조선 《부캐전성시대》 - 시바스 찬
- 2023년,2024년 TvN 《유 퀴즈 온 더 블럭》 - 게스트
- 2023년 MBN 《깐죽포차》

#### 드라마 & 시트콤
- 2000년 KBS2 주간시트콤 《반쪽이네》 - 박상범 역
- 2008년 KBS2 수목드라마 《아빠 셋 엄마 하나》 - 택시기사 역
- 2009년 MBC 월화드라마《내조의 여왕》 - 대리 운전 손님 회원 역
- 2015년 SBS 설날특집극 《내일을 향해 뛰어라》 - 홍혈기 역
- 2016년 KBS 《마음의 소리》 - 사진작가 역
- 2017년 SBS 주간시트콤 《초인가족 2017》 - 포장마차 주인 역
- 2019년 MBC 수목드라마 《더 뱅커》 - 이봉원 역
- 2019년 SBS 《힙합왕 - 나스나길》 - 교감선생님 역 (특별출연)
- 2024년 KBS 《개소리》 - 구씨 역 (목소리)

### 영화
- 1987년 《미미와 철수의 청춘 스케치》 - 최 아랑 드롱 역
- 1988년 《어른들은 몰라요》
- 1989년 《전설철인 키메랑》 - 최 기자 역
- 1990년 《난 깜짝 놀랄 짓을 할꺼야》
- 1991년 《칙칙이의 내일은 챔피언》 - 단역
- 2006년 《맨발의 기봉이》
- 2010년 《초능력자》 - 영상 (음성사용)

### 라디오 DJ
- MBC 표준FM 《최양락의 재미있는 라디오》 (2002년 4월 1일 ~ 2016년 5월 27일) (14년)
- SBS 러브FM 《최양락의 개그세상》 (2002년 4월 15일 ~ 2007년 4월 15일) (5년)
- 한국교통방송 《탄탄대로》 (2018년 11월 26일 ~ 2020년 4월 17일) (2년)

### VOD
- 2021년 : ㈜휴넷 - 《직장인 고민타파: 무엇이든 물어부부 - [슬기로운 직장생활] 4대 폭력 예방교육》

### CF
- 1983년 농심 농심 사발면 (정명재와 함께 출연)
- 1984년 팔도 팔도 비빔면
- 1984년 오리온 땅콩깨강정
- 1985년 한국콘티네탈 콘티아이스룸
- 1986년 삼양식품 삼양라면 (장두석과 함께 출연)
- 1988년 CJ씨푸드 삼호맛살 (부인 팽현숙 사미자와 함께 출연)
- 1988년 아모레퍼시픽 방글방글
- 1988년 명문제약 키미테 ("쇼 비디오 자키 - 네로 25시" 팀으로 출연)
- 1988년 해태제과 아자스넥 (김용과 함께 출연)
- 1989년 동화약품 까스활명수Q (부인 팽현숙과 함께 출연)
- 1989년 페리카나 (임미숙과 함께 출연)
- 1989년 롯데푸드 스칼라바 (전유성과 함께 출연)
- 1989년 영실업 파스칼124
- 1991년 코오롱 코오롱가스보일러
- 1991년 옥시레킷벤키저 청크린
- 1992년 서주우유 서주 과일 요구르트 (서현선와 함께 출연.)
- 1993년 서주우유
- 1993년 오리온 포카칩 (SBS 개그맨팀으로 출연)
- 1996년 한국교통안전공단 KAF 정비서비스 (이동준과 공동출연)
- 1999년 새나라치킨
- 2001년 롯데제과 치토스
- 2003년 건설교통부 교통사고 줄이기 캠페인
- 2006년 롯데제과 찰떡와플 (이계인과 함께 출연)
- 2009년 SK텔링크 SK국제전화 00700 (차범근과 함께 출연)
- 2009년 농심 후루룩 국수 (전유성과 함께 출연)
- 2010년 육백만불 대리운전
- 2010년 롯데카드 (한효주와 함께 출연)
- 2011년 E1 오렌지 카드
- 2012년 흥한주택종합건설 웰가 (부인 팽현숙과 함께 출연)
- 2012년 2012대한민국귀농귀촌페스티벌
- 2014년 봉평농원 봉평촌 (부인 팽현숙과 함께 출연)
- 2014년 돈도니
- 2018년 ~ 엔바이오 케이쿨 (부인 팽현숙과 함께 출연)
- 2019년 정관장 에브리타임 삼삼바 에디션
- 2020년 ~ 그린씽 음식물처리기

### 방송 출연
- 2010년 10월 14일 : YTN《뉴스N이슈 - 이슈앤피플 출연》

## 수상
- 1987년 KBS 코미디대상 인기상
- 1989년 KBS 코미디대상 남자 연기상
- 1992년 SBS 스타상 개그맨 부문 유행어상
- 1993년 제29회 백상예술대상 TV 남자예능상
- 1995년 SBS 스타상 코미디부문 최우수 연기상
- 1996년 SBS 코미디대전 베스트대상
- 1996년 제23회 한국방송대상 남자 코미디언상(7호)
- 1996년 제8회 한국방송 프로듀서상
- 2000년 MBC 코미디대상 최우수상
- 2001년 MBC 방송연예대상 코미디/시트콤부문 최우수상
- 2001년 제28회 한국방송대상 통합 코미디언상(3호)
- 2003년 MBC 연기대상 라디오부문 남자 우수상 (재미있는 라디오)
- 2009년 대한민국 연예예술상 남자 라디오 진행상
- 2011년 SBS 연예대상 베스트커플상
- 2012년 MBC 방송연예대상 라디오부문 최우수상
- 2013년 제4회 대한민국대중문화상 국무총리 표창
- 2018년 KBS 연예대상 베스트 엔터테이너상
- 2020년 SBS 연예대상 레전드 특별상
- 2020년 KBS 연예대상 베스트 커플상 (with 팽현숙)
- 2023년 제14회 대한민국 대중문화예술상 대통령 표창